# Poeciloneta
Genre
Poeciloneta est un genre d'araignées aranéomorphes de la famille des Linyphiidae.

## Distribution
Les espèces de ce genre se rencontrent en zone holarctique.

## Liste des espèces
Selon World Spider Catalog (version 16.5, 18/11/2015) :
- Poeciloneta ancora Zhai & Zhu, 2008
- Poeciloneta bellona Chamberlin & Ivie, 1943
- Poeciloneta bihamata (Emerton, 1882)
- Poeciloneta calcaratus (Emerton, 1909)
- Poeciloneta canionis Chamberlin & Ivie, 1943
- Poeciloneta fructuosa (Keyserling, 1886)
- Poeciloneta lyrica (Zorsch, 1937)
- Poeciloneta pallida Kulczyński, 1908
- Poeciloneta petrophila Tanasevitch, 1989
- Poeciloneta tanasevitchi Marusik, 1991
- Poeciloneta theridiformis (Emerton, 1911)
- Poeciloneta vakkhanka Tanasevitch, 1989
- Poeciloneta variegata (Blackwall, 1841)
- Poeciloneta xizangensis Zhai & Zhu, 2008

## Publication originale
- Chyzer & Kulczyński, 1894 : Araneae Hungariae. Budapest, vol. 2, p. 1-151.